# Іванов Михайло Федорович (військовик)
Михайло Федорович Іванов (нар. 12 червня 1912 — 6 вересня 1988) — радянський офіцер-артилерист, Герой Радянського Союзу (1943).

## Біографічні відомості
Народився 12 червня 1912 року в Брянську в сім'ї робітника. Росіянин. У 1928 році закінчив школу ФЗУ при заводі «Красный Профинтерн». 
З 1929 року у Червоній Армії. У 1932 році закінчив Сумське військове артилерійське двічі Червонопрапорного училища імені М.В. Фрунзе. 
В 1932-1936 роках викладав в Сумському артилерійському училищі. У 1941 році закінчив Військову академію імені Ф.Е. Дзержинського. З 1941 року служив у Середньоазіатському військовому окрузі (САВО), був командиром артилерійського дивізіону. 
У боях під час німецько-радянської війни з квітня 1943 року.
Командир 272-го гвардійського мінометного полку (6-й гвардійський танковий корпус, 3-я гвардійська танкова армія, Воронезький фронт) гвардії майор Михайло Іванов у боях 22-29 вересня 1943 року в районі села Григорівка (Канівський район Черкаської області) вміло організував форсування полком Дніпра, вогневе забезпечення дій стрілецьких підрозділів при захопленні і утриманні плацдарму, відбитті ворожих контатак.
17 листопада 1943 року гвардії майору Іванову Михайлу Федоровичу присвоєно звання Героя Радянського Союзу з врученням ордена Леніна і медалі «Золота Зірка» (№ 2097). 
Після війни продовжував службу в армії. У 1955 році закінчив Вищі академічні курси при Військовій артилерійській командній академії. 
З 1959 року полковник Іванов М.Ф. у запасі. Жив у Калінінграді. Працював у технічному інституті рибної промисловості і господарства. Помер 6 вересня 1988 року.